# روكسان ماكي
روكسان ماكي (بالإنجليزية: Roxanne McKee)‏ هي عارضة وممثلة بريطانية، ولدت في 10 أغسطس 1980 في كندا. أكملت شهادة البكالوريوس في العلوم السياسية في جامعة لندن في عام 2003 في دراسات السياسة الاجتماعية والسياسية في رويال هولواي، جامعة لندن.

## أعمالها
بعض أعمال
| أعمال                      | الدور/الوظيفة          |
| -------------------------- | ---------------------- |
| Inside Man: Most Wanted    |                        |
| Strike Back S6             | الكابتن ناتالي رينولدز |
| Crossfire                  | سامانثا هاريسون        |
| The Legend of Hercules     |                        |
| دومينيون                   | كلاير ريسين (22 حلقة)  |
| Ironclad: Battle for Blood |                        |
| المنعطف الخاطئ 5: سلالات   |                        |

## وصلات خارجية
- روكسان ماكي على موقع IMDb (الإنجليزية)
- روكسان ماكي على موقع أول موفي (الإنجليزية)
- روكسان ماكي على موقع قاعدة بيانات الأفلام السويدية (السويدية)
- روكسان ماكي على موقع قاعدة بيانات الفيلم (الإنجليزية)